# La Repubblica
la Repubblica – dziennik włoski o poglądach lewicowych wydawany od 1976 roku w Rzymie przez Gruppo Editoriale L’Espresso Spa (Grupa Wydawnicza L’Espresso S.A.). Nakład „la Repubblica” wynosi około 635 tys. egzemplarzy. Redaktorem naczelnym jest Ezio Mauro. Dziennik ten ma dziesięć wydań regionalnych Bari, Bolonia, Florencja, Genua, Mediolan, Neapol, Palermo, Parma, Rzym i Turyn.
Pierwszy numer „la Repubblica” ukazał się 14 stycznia 1976 roku. Miał 20 stron i układ sześciokolumnowy. Dziennik ukazywał się sześć dni w tygodniu, od wtorku do niedzieli. Nazwa była hołdem dla małej, portugalskiej gazety wspierającej Rewolucję Goździków w 1974 roku. Gazeta zdobyła znaczącą pozycję na włoskim rynku prasowym dzięki skupieniu się na publicystyce i komentarzach. Już po dwóch latach istnienia miała 140 tysięcy egzemplarzy nakładu.